# Antonio Abad Collado
Antonio Abad Collado   (Colmenar Viejo, 6 de desembre de 1950 - 26 de setembre de 2020) va ser un ciclista espanyol, que fou professional entre 1978 i 1979. Combinà la carretera amb el ciclisme en pista, modalitat en la qual es proclamà campió d'Espanya de persecució el 1971.

## Palmarès
- 1971
  -  Campió d'Espanya de Persecució
- 1976
  - 1r a la Prova de Legazpi
- 1977
  - Vencedor d'una etapa de la Volta a Xile
- 1978
  - 1r al GP Caboalles de Abajo

### Resultats a la Volta a Espanya
- 1978. 56è de la classificació general
- 1979. Abandona